# Tomás Soley Güell
Pour les articles homonymes, voir Soley (homonymie) et Güell.
Tomás Soley Güell (né le 17 janvier 1875 à San José au Costa Rica et mort le 14 janvier 1943 dans la même ville) est un économiste et historien costaricain.
Dans sa jeunesse, il joue au football avec le FC Barcelone.

## Biographie
Il est le fils de Tomás Soley Estrada et Magdalena Güell Pérez, un couple de la haute société. Il est cousin du journaliste et homme politique Rogelio Fernández Güell (1883-1918) qui fut assassiné en raison de son opposition à la dictature de Federico Tinoco Granados.
Il étudie à Barcelone avec son frère Carlos Soley Güell. En 1899 et 1900, il joue au football avec le FC Barcelone avec son frère.
Il se marie le 15 juin 1900 avec l'Espagnole Carolina Carrasco Escobar, originaire de Nerja.
Entre 1919 et 1920, il est directeur de la Poste à San José.
De 1920 à 1922, il est député au Congrès. Il est à l'origine du projet de loi pour doter le Costa Rica d'une Direction Générale qui régule l'emploi public. En 1924, sous la présidence de Ricardo Jiménez Oreamuno, il propose la création d'un monopole d'assurances de l'État : c'est ainsi qu'est créé le Banco Nacional de Seguros, qui en 1948 change de nom pour s’appeler Instituto Nacional de Seguros.